# Mallotus kongkandae
Mallotus kongkandae là một loài thực vật có hoa trong họ Đại kích. Loài này được Welzen & Phattar. mô tả khoa học đầu tiên năm 2001.